# Aspidoproctus verrucosus
Aspidoproctus verrucosus är en insektsart som beskrevs av Robert Newstead 1917. Aspidoproctus verrucosus ingår i släktet Aspidoproctus och familjen pärlsköldlöss.
Artens utbredningsområde är Uganda. Inga underarter finns listade i Catalogue of Life.